# Franco Reyser
Franco Reyser (Londra, 14 marzo 1904 – Paderno Dugnano, 25 luglio 2003) è stato un velocista e dirigente sportivo italiano.

## Biografia
Nel 1927 fu campione italiano assoluto dei 100 e 200 metri piani e l'anno successivo prese parte ai Giochi olimpici di Amsterdam, non riuscendo però a superare le batterie di qualificazione né nei 100 metri piani, né nella staffetta 4×100 metri, che corse in squadra con Giuseppe Castelli, Edgardo Toetti ed Enrico Torre.
Dal 1933 al 1936 fu il primo segretario del Direttorio del Comitato Ufficiali Federali della Federazione Italiana di Atletica Leggera, organo istituito nel 1931 dal presidente federale Luigi Ridolfi.

## Palmarès
| Anno | Manifestazione  | Sede      | Evento      | Risultato | Prestazione | Note |
| ---- | --------------- | --------- | ----------- | --------- | ----------- | ---- |
| 1928 | Giochi olimpici | Amsterdam | 100 m piani | Batteria  | 11"5 s      |      |
| 1928 | Giochi olimpici | Amsterdam | 4×100 m     | Batteria  | s/t         |      |

## Campionati nazionali
- 1 volta campione italiano assoluto dei 100 m piani (1927)
- 1 volta campione italiano assoluto dei 200 m piani (1927)
- 2 volte campione italiano assoluto della staffetta 4×100 m (1927, 1928)
- 1 volta campione italiano assoluto della staffetta svedese (1927)

1925
- Argento ai campionati italiani assoluti, 100 m piani - a 75 cm dal primo classificato

1926
- Bronzo ai campionati italiani assoluti, 100 m piani - n/d
- Argento ai campionati italiani assoluti, 200 m piani - n/d

1927
- Oro ai campionati italiani assoluti, 100 m piani - 11"1/5 m
- Oro ai campionati italiani assoluti, 200 m piani - 23"0 m
- Oro ai campionati italiani assoluti, staffetta 4×100 m - 44"1/5 (con Antonio Maineri, Gustavo Dazio e Ruggero Maregatti)
- Oro ai campionati italiani assoluti, staffetta svedese - 2'03"1/5 (con Luigi Facelli, Bruno Pensa e Ruggero Maregatti)

1928
- Argento ai campionati italiani assoluti, 100 m piani - n/d
- Oro ai campionati italiani assoluti, staffetta 4×100 m - 43"0 (con Antonio Maineri, Lodovico Fortina e Ruggero Maregatti)